# Саншайн Старз
«Саншайн Старз» (англ. Sunshine Stars) — футбольный клуб из Нигерии, из города Акуре. Выступает в Премьер-лиге страны. Создан в 1995 году.

## Выигранные трофеи
- Национальная лига (2)
  - 2001, 2007

## Международные клубные соревнования
- Клубный Кубок ВАФУ (1 участие)
  - 2009 — 1 раунд